# Фавр, Антуан
Антуан Фавр (фр. Antoine Favre, лат. Antonius Faber; 5 октября 1557, Бург-ан-Бресс — 1624, Шамбери) — савойский юрист и государственный деятель. Отец Клода Фавра де Вожла.

## Биография
Антуан Фавр родился 5 октября 1557 года в Бург-ан-Брессе. Учился в коллеже иезуитов в Париже, а затем в Туринском университете. Уже в 1581 году опубликовал свой первый трактат по юриспруденции, «Conjecturarum juris civilis». 
В 1587 году был введён в Сенат Герцогства Савойского, в 1608 году стал его председателем.
Среди многочисленных юридических трудов Фавра долговременное значение имел составленный им свод законов «Codex Fabrianus» (Женева, 1606), вплоть до 1860 года употреблявшийся в Герцогстве Савойском.
Вместе с Антуаном Даденом де Отезерром, Жаном Доматом и братьями Годфруа Фавр был одним из немногих французских исследователей римского права, имевших в то время международное значение.
Антуан Фавр умер 28 февраля 1624 года в городе Шамбери.